# Giorgio Puia
Giorgio Puia (Gorizia, 8 de março de 1938) é um ex-futebolista e treinador italiano que atuava como defensor.

## Carreira
Puia fez sua estréia na Serie A com a camisa do Triestina na temporada 1958-1959, nessa campanha ele disputou apenas 2 jogos. Após o rebaixamento da equipe para a Serie B, ele permaneceu apenas mais um ano com o clube antes de se transferiu para o Lanerossi Vicenza em 1960.
Com o time vermelho e branco, ele voltou a Serie A. Puia jogou três temporadas no Virtus, tornando-se o artilheiro da equipe na terceira temporada, com 10 gols. Também por causa do bom desempenho da equipe (terminou em sétimo lugar), Puia foi convocado para a Seleção Italiana, com a qual ele estreou em 11 novembro de 1962 contra a Áustria; ele fez parte da equipe que disputou a  Copa do Mundo de 1970, onde ele vestiu a camisa de número 9, mesmo sem nunca entrar em campo.
Em 1963, ele se transferiu para o Torino por 180 milhões de liras. Com a camisa grená, ele conquistou seus principais títulos: a Coppa Italia de 1967-1968 e de 1970-1971.
No total, ele fez 332 jogos e 28 gols na Serie A e 30 jogos e 7 gols na Serie B.

## Títulos
- Coppa Italia: 1967-1968 e 1970-1971